# Falköping

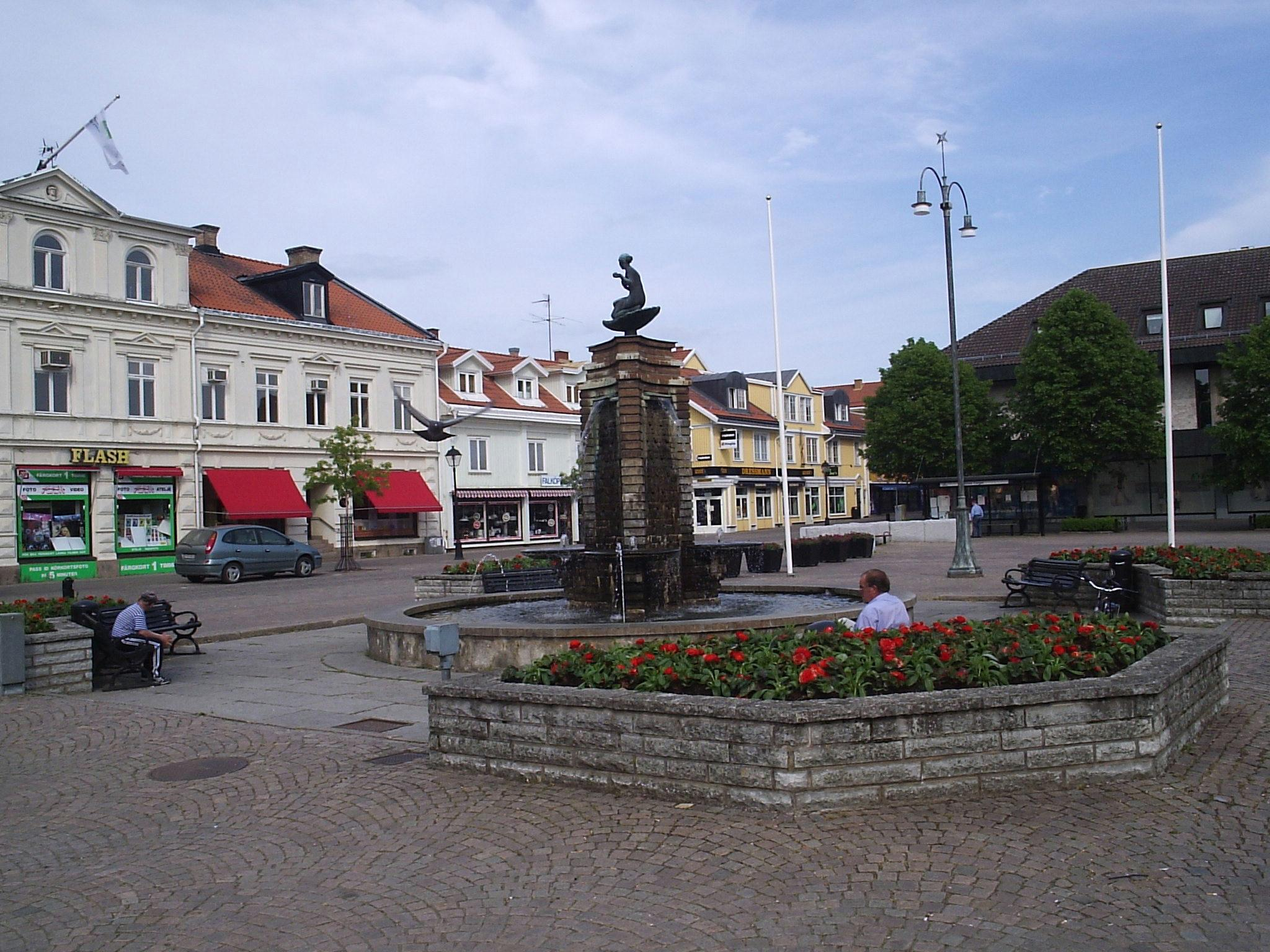
Piaţa centrală

Falköping este un oraș în Suedia.

## Demografie
| \| Evoluția demografică a zonei urbane Falköping, 1970–2015 \| Evoluția demografică a zonei urbane Falköping, 1970–2015 \| Evoluția demografică a zonei urbane Falköping, 1970–2015 \| Evoluția demografică a zonei urbane Falköping, 1970–2015 \| Evoluția demografică a zonei urbane Falköping, 1970–2015 \| \| --------------------------------------------------------------------------------------- \| -------------------------------------------------------- \| -------------------------------------------------------- \| -------------------------------------------------------- \| -------------------------------------------------------- \| \| An \| \| \| Locuitori \| \| \| 1970 \| 1970 \| \| 15.681 \| 15.681 \| \| 1975 \| 1975 \| \| 15.126 \| 15.126 \| \| 1980 \| 1980 \| \| 14.478 \| 14.478 \| \| 1990 \| 1990 \| \| 15.336 \| 15.336 \| \| 1995 \| 1995 \| \| 15.655 \| 15.655 \| \| 2000 \| 2000 \| \| 15.369 \| 15.369 \| \| 2005 \| 2005 \| \| 15.821 \| 15.821 \| \| 2010 \| 2010 \| \| 16.350 \| 16.350 \| \| 2015 \| 2015 \| \| 17.170 \| 17.170 \| \| Sursa: SCB - Statistika Centralbyrån, Folkmängden per tätort. Vart femte år 1960 - 2016 \| \| \| \| \| |      |  |           |        |
| Evoluția demografică a zonei urbane Falköping, 1970–2015 |      |  |           |        |
| An |      |  | Locuitori |        |
| 1970 | 1970 |  | 15.681    | 15.681 |
| 1975 | 1975 |  | 15.126    | 15.126 |
| 1980 | 1980 |  | 14.478    | 14.478 |
| 1990 | 1990 |  | 15.336    | 15.336 |
| 1995 | 1995 |  | 15.655    | 15.655 |
| 2000 | 2000 |  | 15.369    | 15.369 |
| 2005 | 2005 |  | 15.821    | 15.821 |
| 2010 | 2010 |  | 16.350    | 16.350 |
| 2015 | 2015 |  | 17.170    | 17.170 |
| Sursa: SCB - Statistika Centralbyrån, Folkmängden per tätort. Vart femte år 1960 - 2016 |      |  |           |        |